# بندكت الرابع عشر
البابا بندكت الرابع عشر (باللاتينية: Benedictus XIV) ـ (31 مارس 1675 ـ 3 مايو 1758) هو بابا الكنيسة الكاثوليكية في الفترة من 17 أغسطس 1740 إلى 3 مايو 1758. ولد بندكت الرابع عشر باسم بروسبيرو لورينزو لامبرتيني (بالإيطالية: Prospero Lorenzo Lambertini) في عائلة نبيلة من مدينة بولونيا، التي كانت آنذاك ثانية أكبر المدن في الدولة البابوية.
انتخب الكاردينال لامبرتيني للبابوية سنة 1740، وشهدت بداية حبريته خلافات بين البابوية والحكام الكاثوليك بشأن مطالبة حكومات هؤلاء الحكام بتعيين الأساقفة بدلًا من إناطة ذلك التعيين بالكنيسة. وقد نجح بندكت الرابع عشر في التغلب على معظم هذه المشاكل وحسم خلافات الكرسي الرسولي مع كل من مملكة نابولي وسردينيا وإسبانيا والبندقية والنمسا.
البابا بندكت الرابع عشر هو أول من كتب رسالة حبرية بابوية في تاريخ الكنيسة الكاثوليكية: "منذ بداية الزمن، في واجبات الأساقفة": "Ubi primum, Sur les devoirs des évêques". وقد أصدرها في السنة الأولى لحبريته، في  3 ديسمبر/كانون الأول 1740. بدأها بالعبارات التالية: "إلى إخوتنا المُكرَّمين، البطاركة، والأساقفة الأكابر، ورؤساء الأبرشيات، والأساقفة. إخوتنا المُكرَّمين، تحياتنا وبركة رسولية." 

## روابط خارجية
- بندكت الرابع عشر على موقع الموسوعة البريطانية (الإنجليزية)
- بندكت الرابع عشر على موقع إن إن دي بي (الإنجليزية)